# تازة كند (جلفا)
تازة كند هي قرية في مقاطعة جلفا، إيران. عدد سكان هذه القرية هو 45 في سنة 2006.